# Sköljmedel

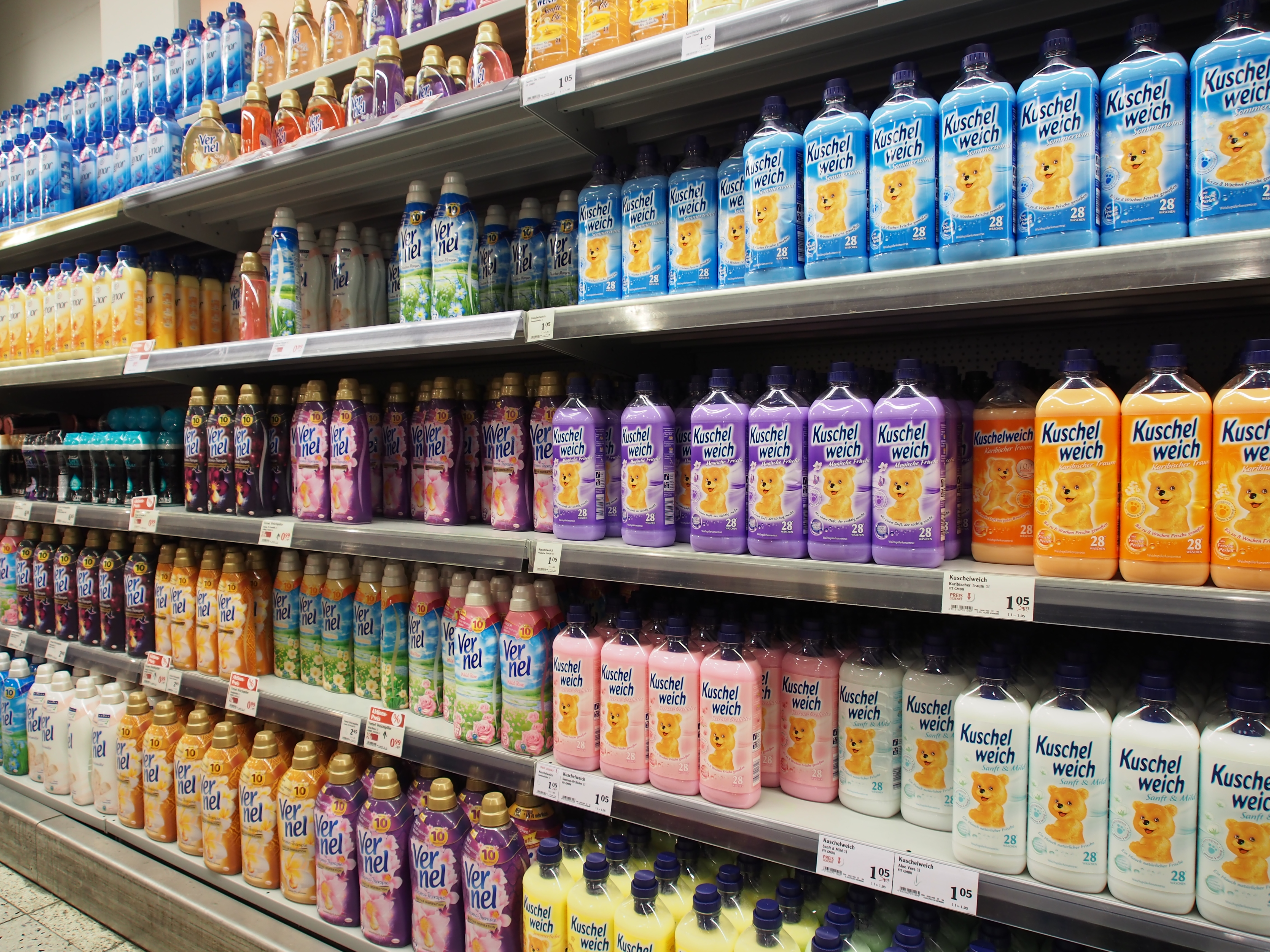
Sköljmedel i butik.

Sköljmedel är ett medel som tillsätts vid maskintvätt för att göra textilierna mjukare, antistatiska och väldoftande.

## Funktion och användning
Sköljmedel kan tillsättas vid tvätt i tvättmaskin, vanligen i ett doseringsfack märkt med en blomsymbol intill tvättmedelsfacken. Den aktiva substansen i sköljmedel är katjonaktiva tensider som ger ett mjukt och fylligt grepp och är hydrofoba det vill säga avvisar vatten. Om man använder sköljmedel kan man få bort en del av den statiska elektricitet som uppstår i syntetmaterial till exempel polyester- och akrylfiber. Naturfibrer absorberar fukt, vilket gör att de inte blir statiska.

### Begränsningar
Sköljmedel används inte direkt på ett plagg eftersom det kan orsaka fläckar och missfärgningar på det. Jeans och material som andas kan påverkas negativt av sköljmedel. Sköljmedel kan även minska absorptionsförmågan i handdukar.

## Vanliga ämnen i sköljmedel
- Katjonaktiva tensider
- Parfym

## Miljö- och hälsorisker
Sköljmedel innehåller ämnen som är svårnedbrytbara och parfymer som kan vara allergiframkallande. Naturskyddsföreningen rekommenderar att man helt avstår från sköljmedel när man tvättar, med hänsyn till miljön.

## Alternativ till sköljmedel
Ättika kan användas som alternativ till sköljmedel. Den har inte samma inverkan på miljön som ämnen i sköljmedel. Ättikan kan mjukgöra textilierna, även om det inte är i samma omfattning som sköljmedel. Ättikan tar bort eventuella kalkrester och oönskade lukter. Inte heller stannar ättikslukten kvar i tvätten. Däremot kan ättikan inte motverka statisk elektricitet eller att tvätten skrynklar sig. För att ge textilierna doft kan eteriska oljor tillsättas.